# FM 야마구치

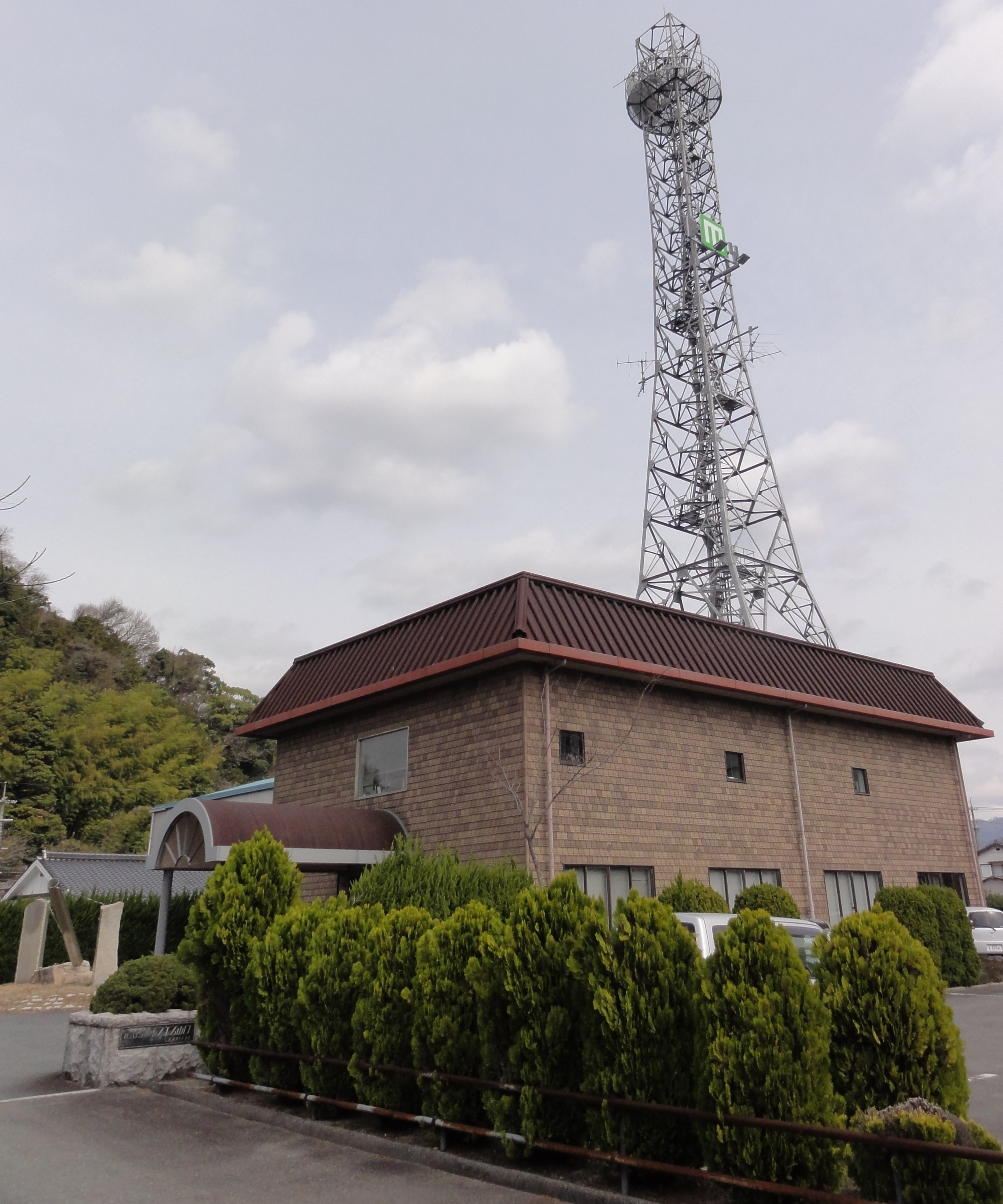
FM 야마구치

FM야마구치는 일본의 FM라디오 방송국으로 1985년 12월 1일 개국했으며 야마구치현에서 방송을 실시하고 있다.
JFN에 가맹했으며 약칭은 FMY, 애칭은 FM야마구치(FM山口), 콜사인은 JOUU-FM이다.

## 개요
- 일본에서 20번째로 개국한 민영 FM방송국이며 개국 당초부터 동시연결 방송을 많이 해서 동시연결 방송을 자주 하지 않는 FM방송국이 있는 지역에서도 많이 듣는다고 한다.
- 2001년 여름부터 2005년 6월 30일까지 애칭으로 Heart Warm Radio라는 명칭을 사용했다.

## 주파수
- 야마구치 방송국:79.2MHz(출력:1kW)
- 시모노세키 중계국:77.7MHz(출력:50W)
- 우베 중계국:88.6MHz(출력:100w)
- 야마구치 코우노미네 중계국:82.1MHz(출력:10w)
- 이와쿠니 중계국:82.1MHz(출력:10w)
- 야나이 중계국:77.9MHz(출력:100w)
- 하기 중계국:78.6MHz(출력:100w)
- 미네 중계국:81.5MHz(출력:100w)
- 도요우라 중계국:78.3MHz(출력:10w)
- 스오우오시마 중계국:84.5MHz(출력:10w)
- 나가토 중계국:89.4MHz(출력:20w)
  - 원래 나가토 중계국은 주파수 81.6MHz, 출력 10W로 개국했으나 미네 중계국 개국이후 전파장해가 발생해 2000년 7월 3일 현재의 주파수와 출력으로 방송을 보내기 시작했다.

## 야마구치현에 있는 다른 텔레비전·라디오 방송국
- NHK 야마구치 방송국
- 야마구치 방송(kry)(TV는 니혼 TV계열, 라디오는 JRN&NRN계열국)
- TV 야마구치(tys)(도쿄 방송 계열)
- 야마구치 아사히 방송(yab)(TV 아사히 계열)